# ذاکر حسین (سیاستمدار)
ذاکر حسین ( تلفظ راهنما·اطلاعات؛ ۸ فوریه ۱۸۹۷ – ۳ مارس ۱۹۶۹) سومین رئیس جمهور کشور هند از ۱۳ مارس ۱۹۶۷ تا زمان مرگش در ۳ مارس سال ۱۹۶۹ بود. او معلم و اندیشمندی صاحب نام بود و اولین مسلمانی است که به ریاست جمهوری کشور هند رسید و همچنین اولین کسی است که تا هنگام مرگ در این پست بود. او قبلاً به عنوان فرماندار ایالت بیهار از سال ۱۹۵۷ تا ۱۹۶۲ و همچنین به عنوان معاون رئیس جمهور هند از سال ۱۹۶۲ تا ۱۹۶۷ خدمت کرده بود.
ذاکر حسین همچنین یکی از بنیانگذاران دانشگاه جامعه ملیه اسلامیه دهلی بود و معاونت آن دانشگاه را از سال ۱۹۲۸ به عهده داشت. این دانشگاه از طریق ذاکر حسین در ارتباط با جنبش آزادی هند قرار گرفت.
در سال ۱۹۶۳ به او نشان بهارات راتنا که بالاترین افتخار غیرنظامی هند است اهدا شد.
کالج مهندسی دانشگاه اسلامی علیگر به نام او نامگذاری شده است.

## نگارخانه

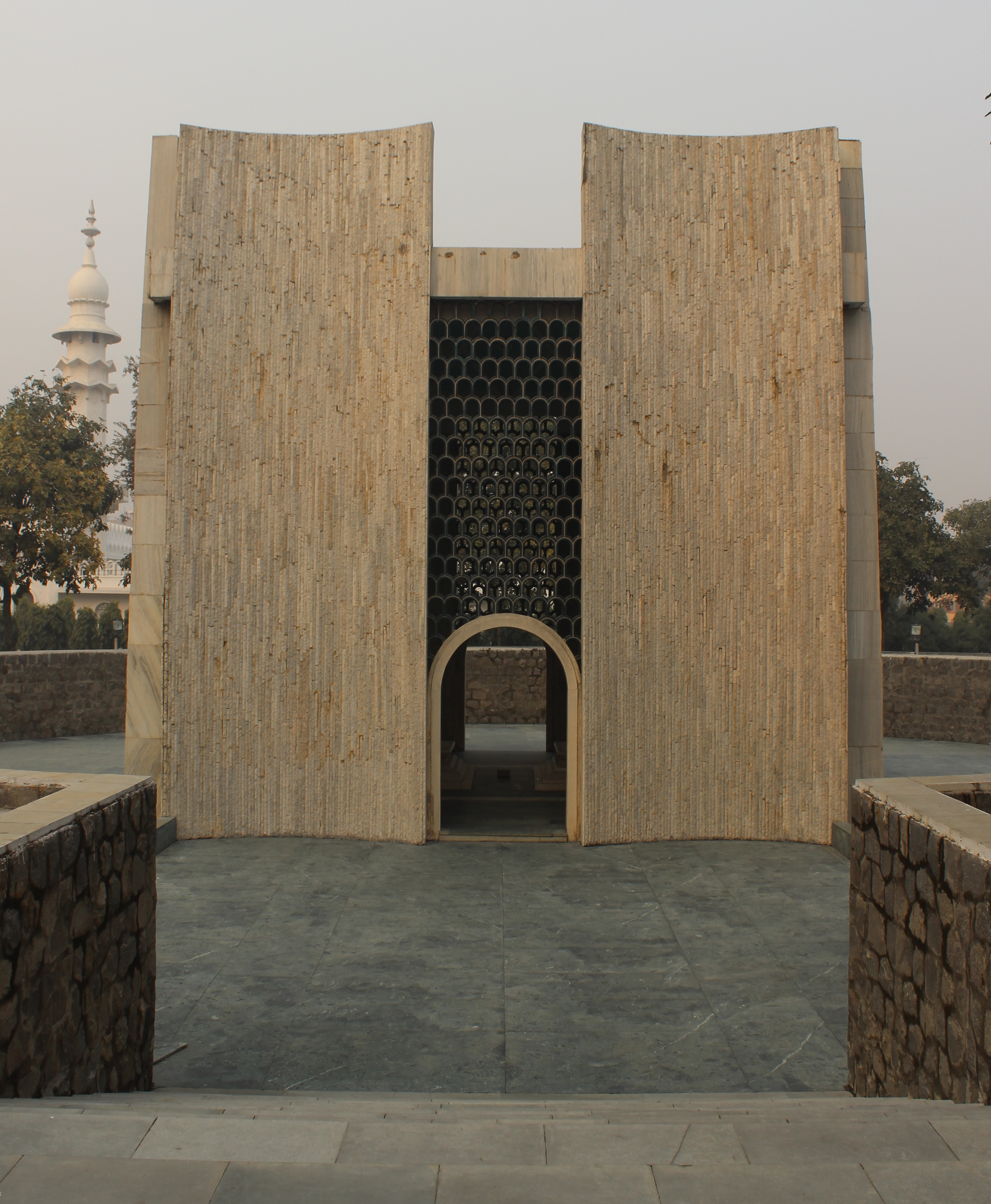
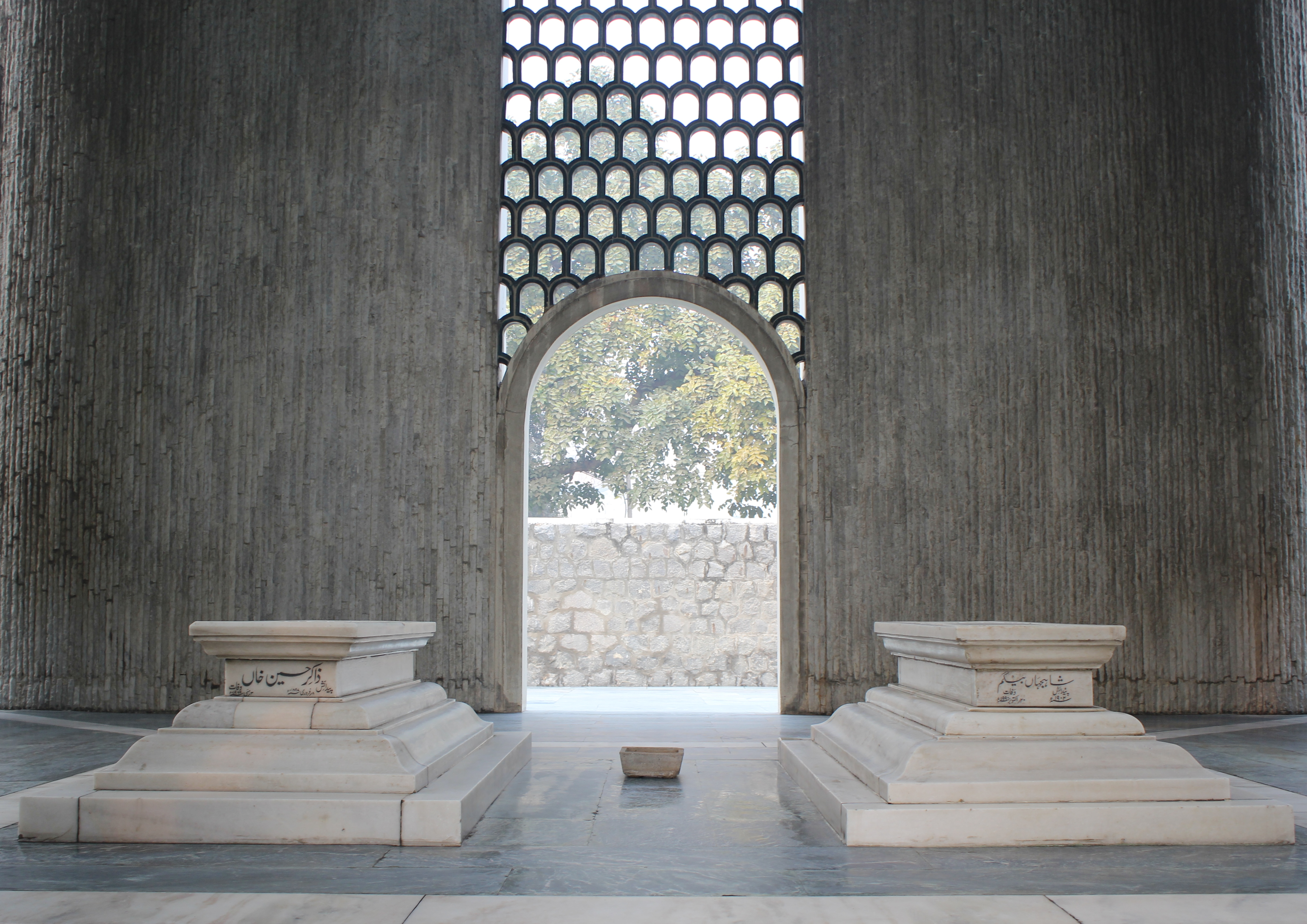
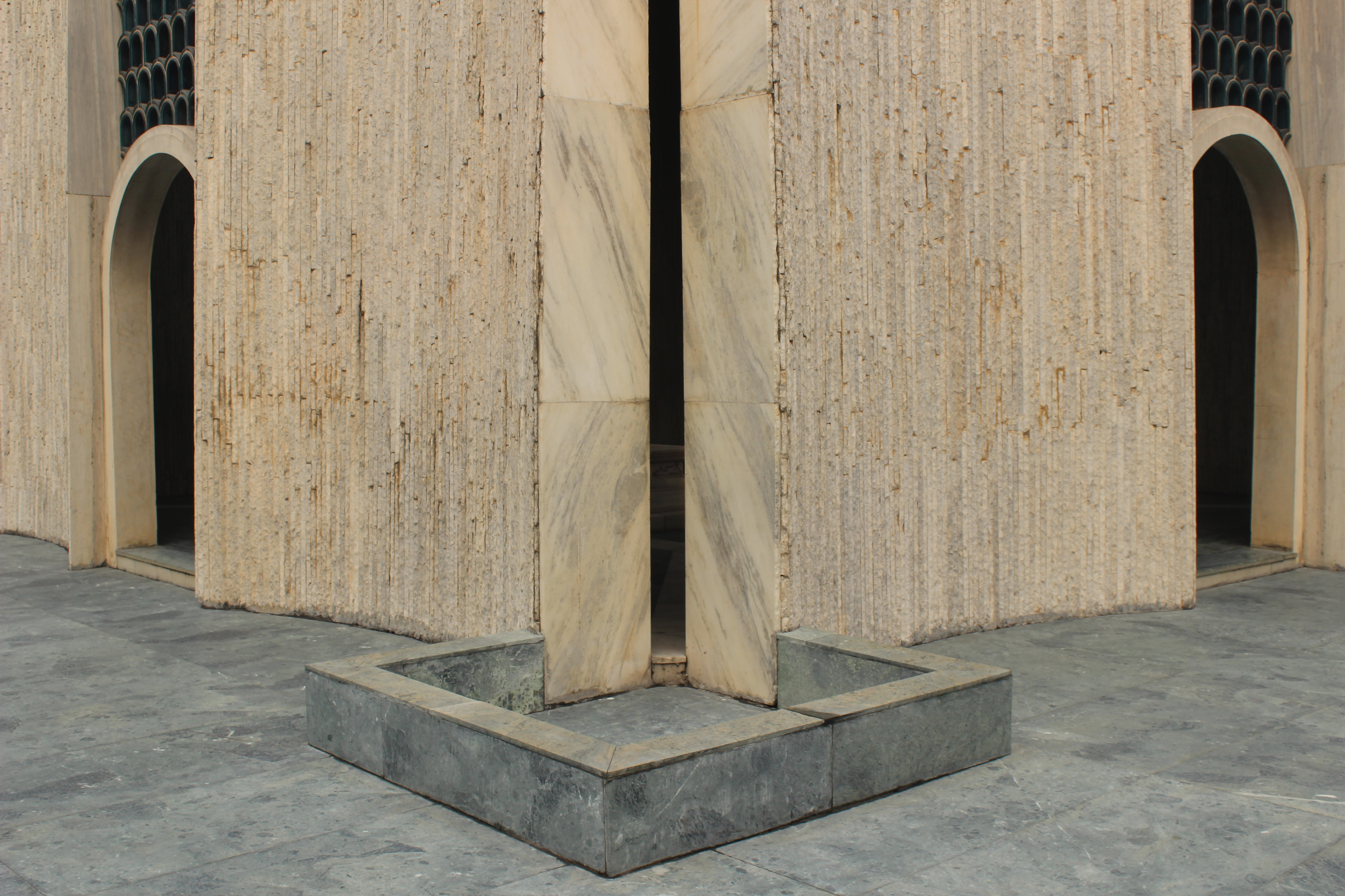
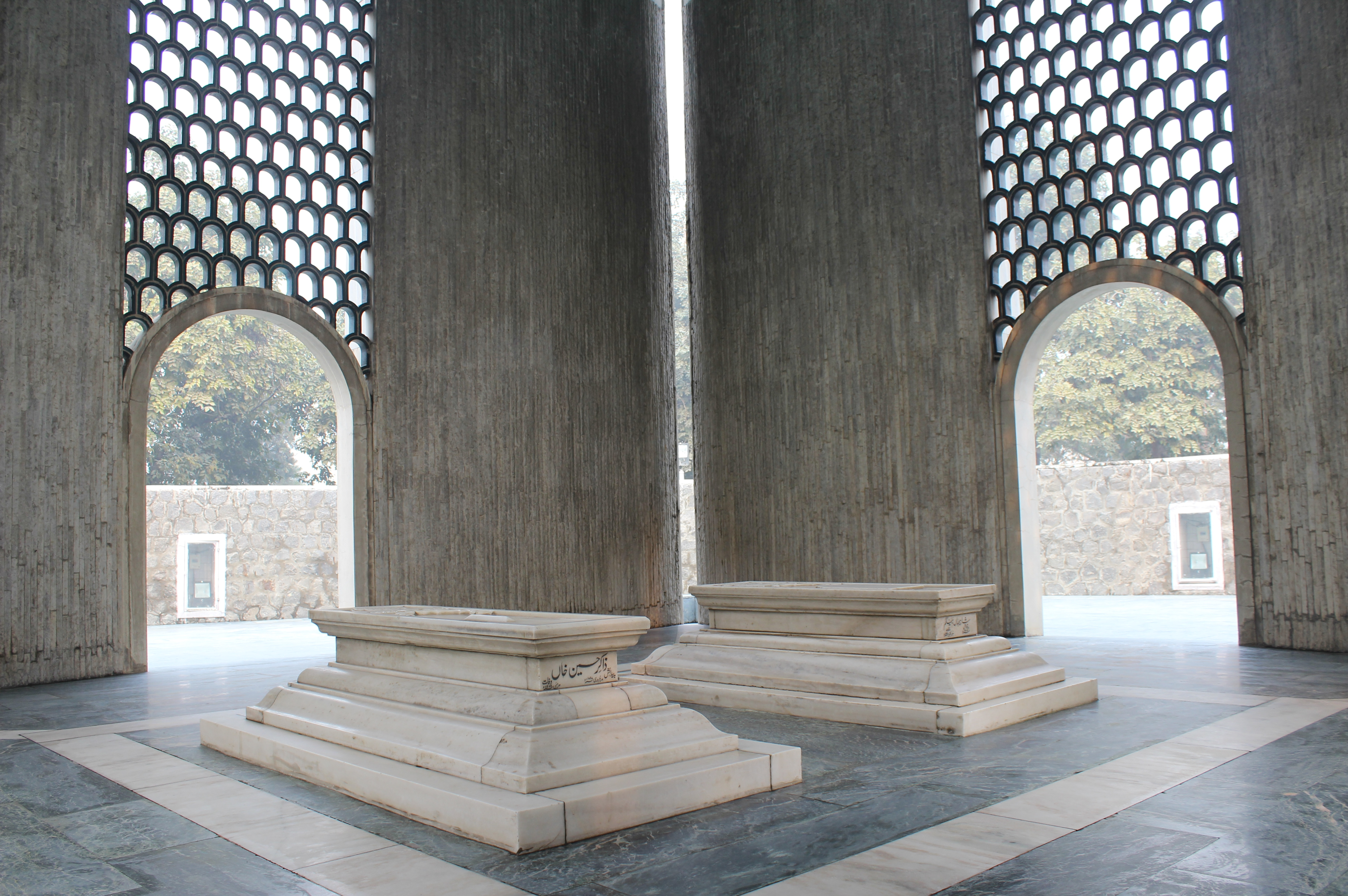
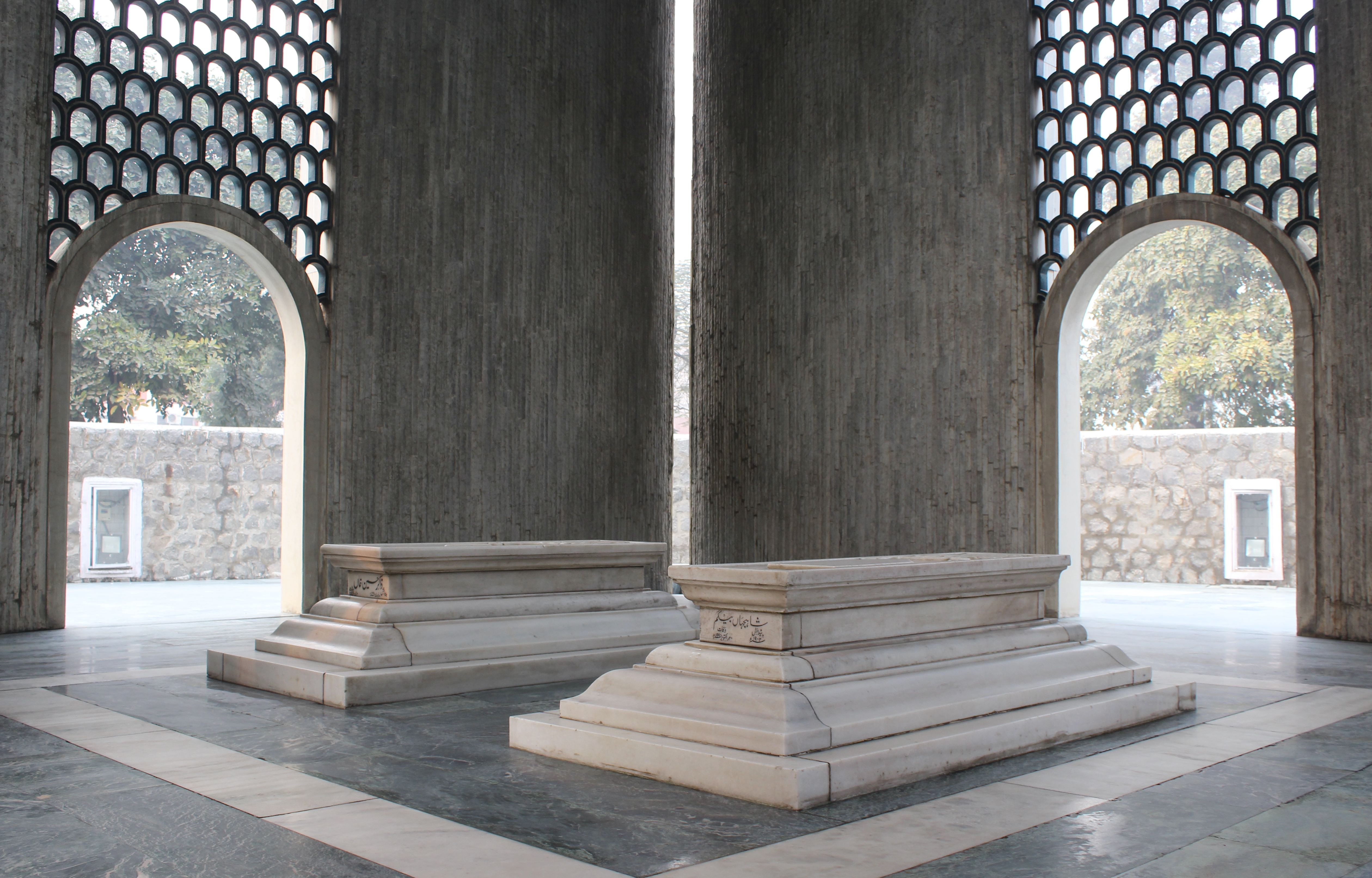